# Троїцьке (Зерендинський район)
Тро́їцьке (каз. Троицкое) — село у складі Зерендинського району Акмолинської області Казахстану. Адміністративний центр Троїцького сільського округу.
Населення — 495 осіб (2021; 693 у 2009, 808 у 1999, 1169 у 1989).
Національний склад станом на 1989 рік:
- росіяни — 54 %;
- казахи — 27 %.